# آرپا (رود)
آرپا (ارمنی: Արփա); (ترکی آذربایجانی: Arpaçay) رودی است که از کوهستان زانگزور در استان وایوتس‌جور جمهوری ارمنستان سرچشمه می گیرد و پس از گذر از جمهوری خودمختار نخجوان به رود ارس می‌ریزد. طول این رود ۱۲۸کیلومتر و حوضه آبریز آن ۲۶۳۰ کیلومتر مربع (۱۰۲۰ مایل مربع) می‌باشد.
این رودخانه از بسیاری از شهرها و شهرک‌ها از جمله جرموک، ویک، یغگنادزور، آرنی، اوغلانقالا، سیاقوت و قیشلاقاباس عبور می‌کند. آب انبار اسپنداریان نیز بر روی همین رودخانه قرار دارد.

## نگارخانه

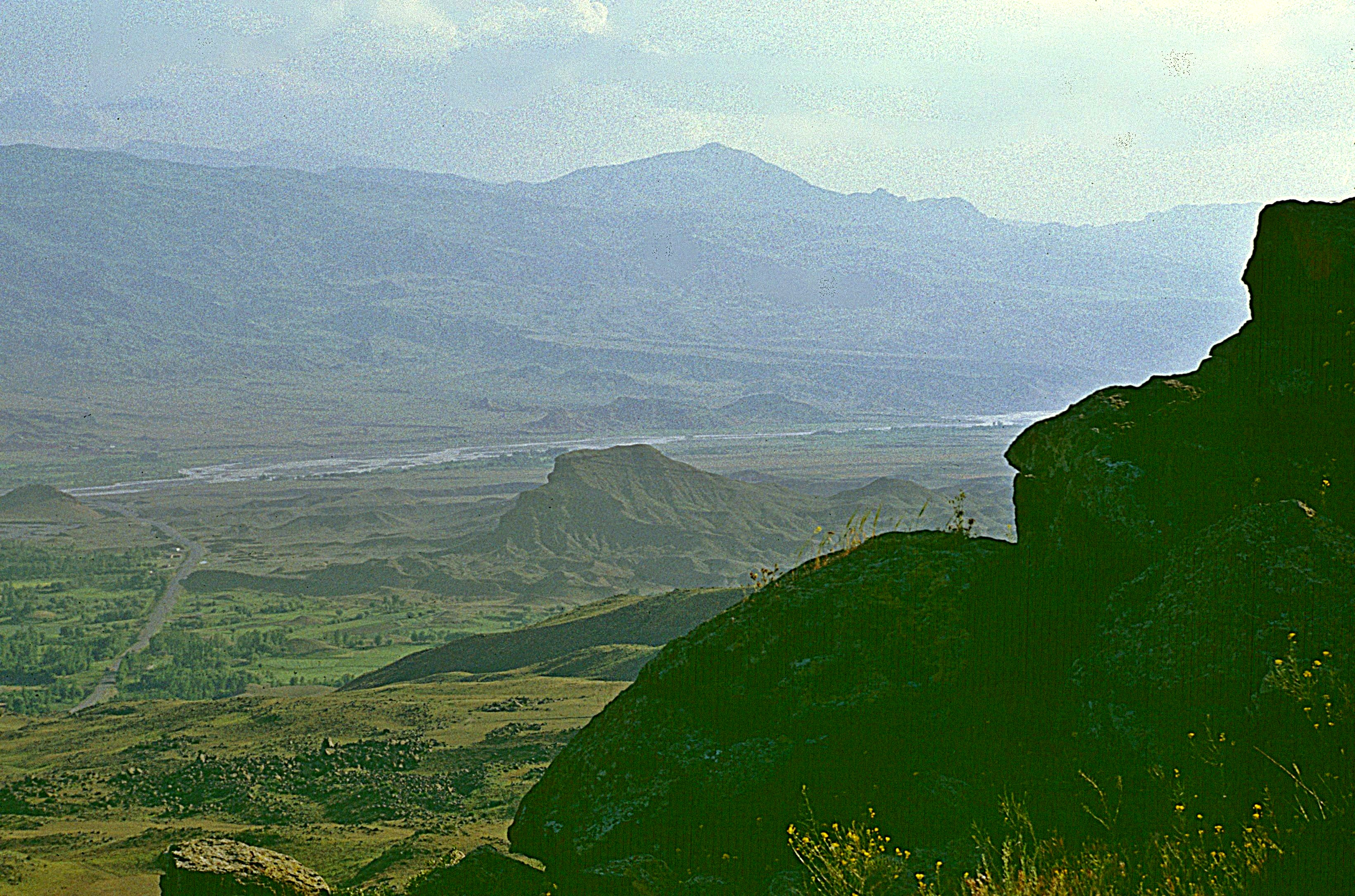
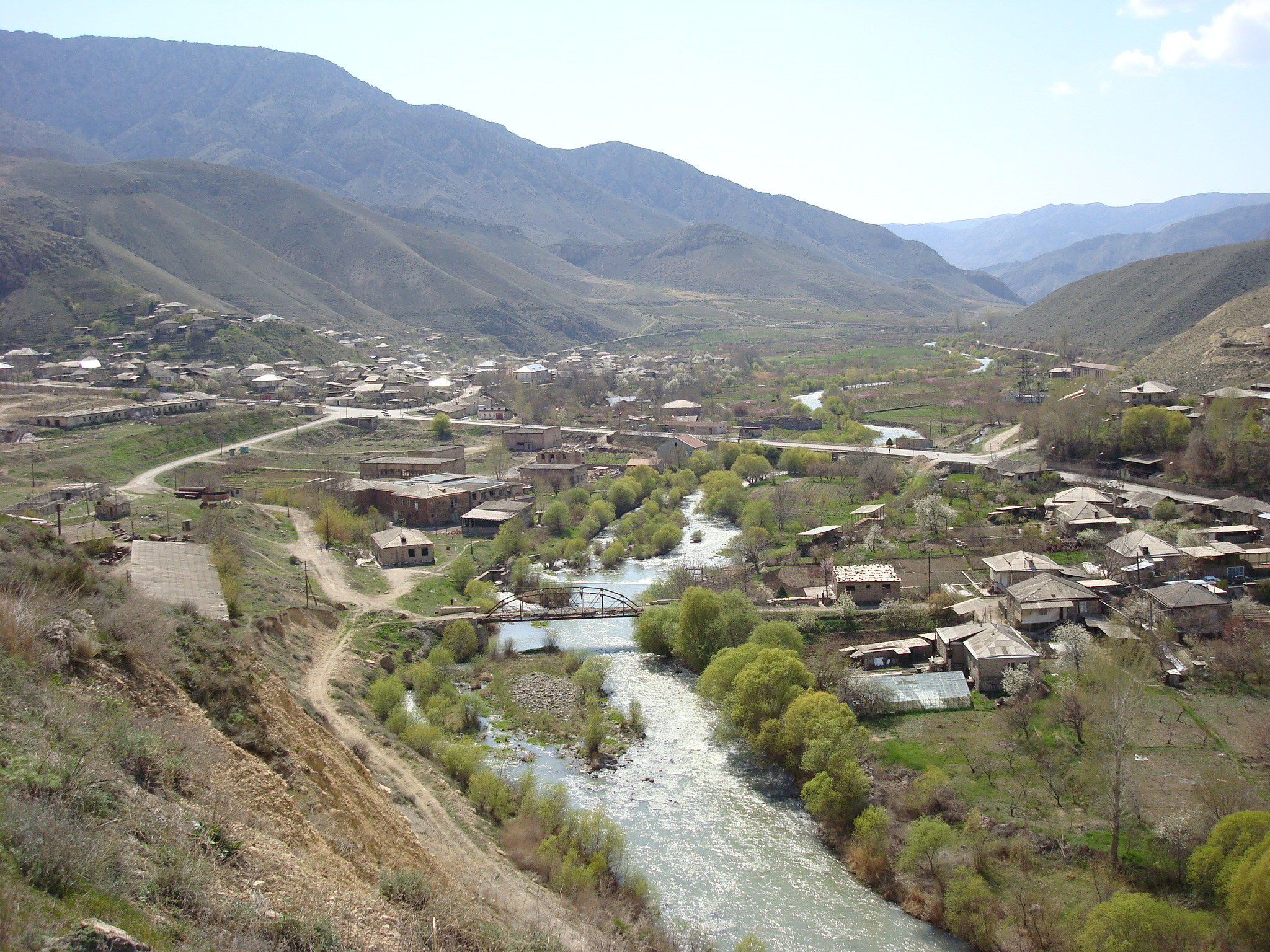
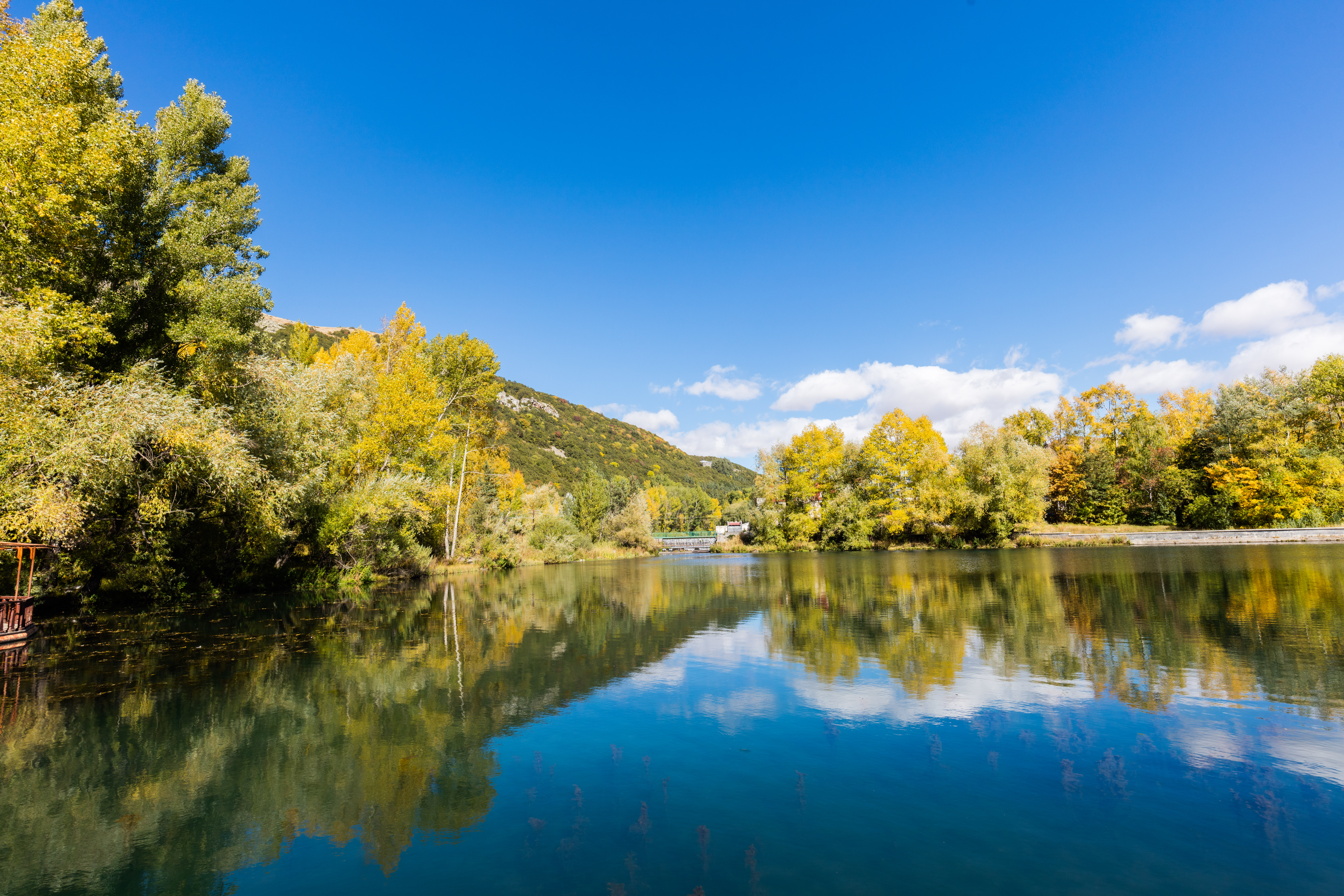
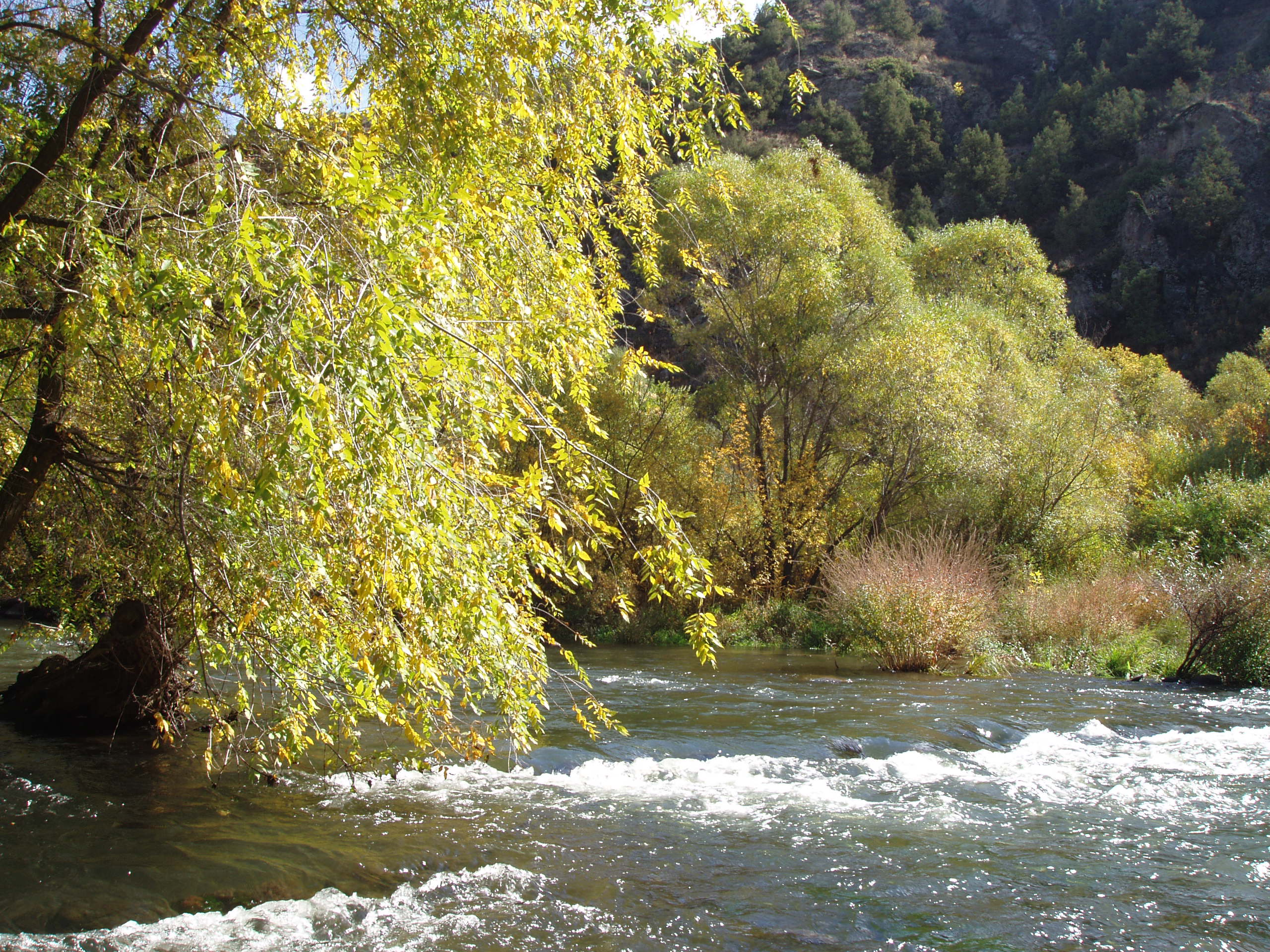